# Гавайская серьга

Гавайская серьга (показаны 10 наибольших окружностей)

Гавайская серьга  — топологическое пространство {\displaystyle H}, соответствующее объединению окружностей на евклидовой плоскости {\displaystyle \mathbb {R} ^{2}} с центрами в точках {\displaystyle (1/n,0)} и радиусами {\displaystyle 1/n} (для всех положительных целых {\displaystyle n}). Пространство {\displaystyle H} гомеоморфно одноточечной компактификации счётного объединения открытых интервалов ({\displaystyle \mathbb {R} ^{+}\setminus \mathbb {N} }).
Гавайская серьга компактна и может быть снабжена полной метрикой. Она является линейно связным, но не полулокально односвязным пространством.
Гавайская серьга, на первый взгляд, выглядит похоже на букет счётного числа окружностей, однако они не являются гомеоморфными топологическими пространствами. Топология гавайской серьги является более слабой: любая окрестность точки пересечения окружностей содержит все окружности, кроме конечного числа, тогда как для букета существуют окрестности, не содержащие ни одной окружности. Кроме того, букет счётного числа окружностей не является компактом.

## Фундаментальная группа
Гавайская серьга не односвязна, так как петля, параметризующая любую из её окружностей, не гомотопна тривиальной. Следовательно, она имеет нетривиальную фундаментальную группу {\displaystyle G}.
Существует непрерывное отображение из букета счётного числа окружностей в {\displaystyle H}, оно индуцирует вложение фундаментальной группы букета (свободной группы со счётным числом образующих) в {\displaystyle G}. Группа {\displaystyle G} содержит и другие элементы — гомотопические классы петель, не содержащихся ни в каком конечном подмножестве окружностей гавайской серьги; пример — петля, которая «наматывает» отрезок {\displaystyle [2^{-n},2^{-(n-1)}]} на {\displaystyle n}-ю окружность.
Кроме того, {\displaystyle G} вкладывается в проективный предел свободных групп {\displaystyle F_{n}} (связывающие отображения из {\displaystyle F_{n}} в {\displaystyle F_{n-1}} переводят последнюю образующую в единицу группы). Однако это отображение не является сюръективным; в его образе лежат в точности те элементы обратного предела, в которых каждая из образующих встречается конечное число раз. Пример элемента, не лежащего в образе этого отображения — бесконечный коммутатор {\displaystyle [\gamma _{1},\gamma _{2}][\gamma _{1},\gamma _{3}]\ldots }.
Группа {\displaystyle G} несчётна и не является свободной. Хотя её абелианизация не имеет простого описания, в {\displaystyle G} существует такая нормальная подгруппа {\displaystyle N}, что {\displaystyle G/N} изоморфна {\displaystyle \prod _{i=0}^{\infty }\mathbb {Z} } — группе Баера — Шпекера. Она называется бесконечной абелианизацией или сильной абелианизацией {\displaystyle G}, так как {\displaystyle N} состоит в точности из тех элементов, каждая координата которых (если думать о {\displaystyle G} как о подгруппе проективного предела) лежит в коммутанте соответствующей свободной группы. В некотором смысле, об {\displaystyle N} можно говорить как о замыкании коммутанта {\displaystyle G}.

## Связанные патологические пространства

Неодносвязное пространство с тривиальным универсальным накрытием.

- Конус над гавайской серьгой даёт пример односвязного (в частности полулокально односвязного), но не локально односвязного пространства.
  - Пространство, склеенное из двух копий такого конуса по одной точке, на основании в которой кольца серьги касаются друг друга, даёт пример пространства с неодносвязным универсальным накрытием, которое является тривиальным.